# 鞘
鞘是刀、槍、劍或其他銳器的護套，用於保護銳器的鋒刃與避免攜帶銳器時傷及人畜。鞘的常見材質有皮革、獸角、木、金屬或塑膠。

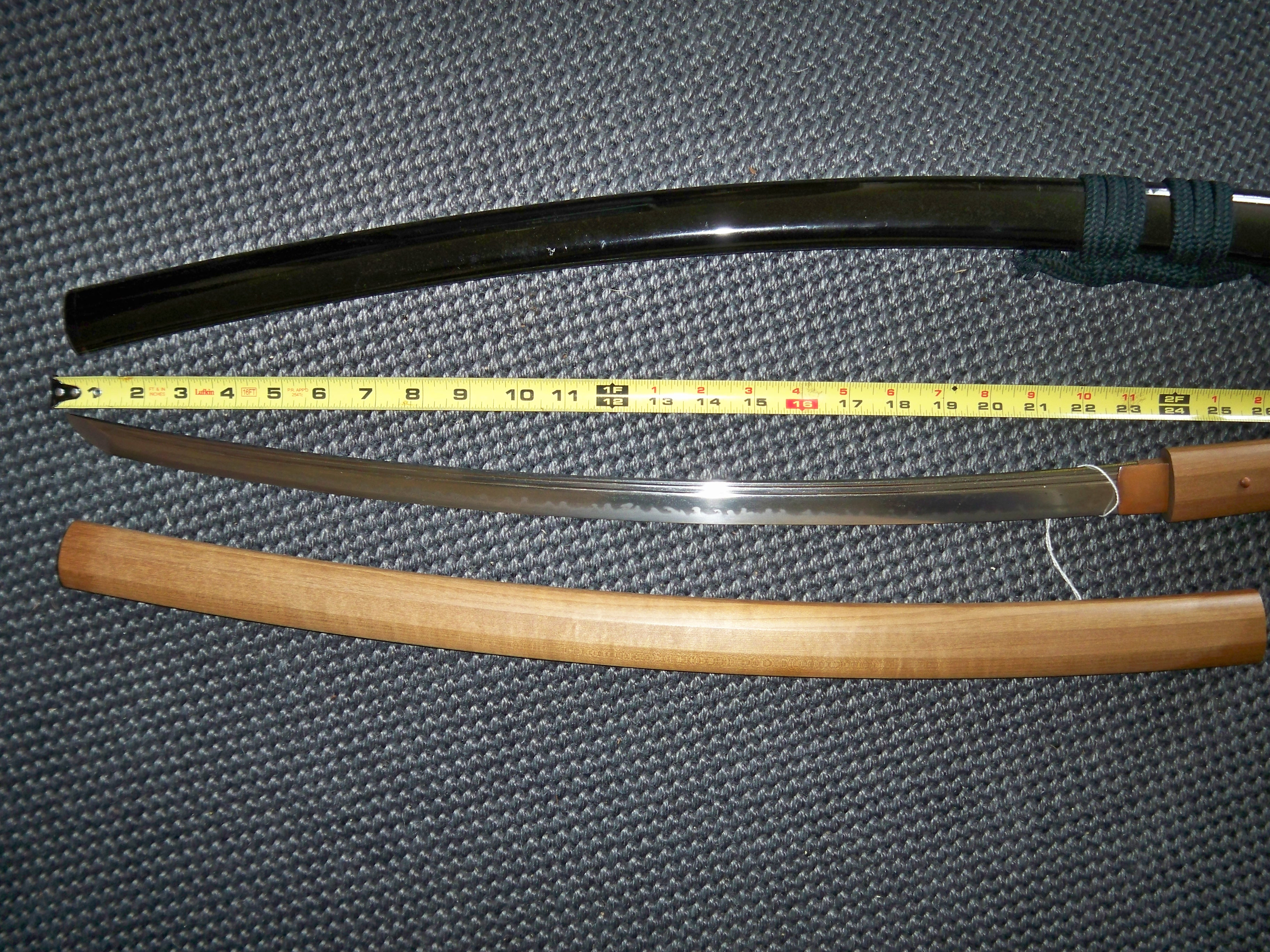
日本刀（圖中）與其鞘（圖上、下）。

鞘除了保護使用者與器具外，M9刺刀與其刀鞘組合後可以作為金屬線剪。

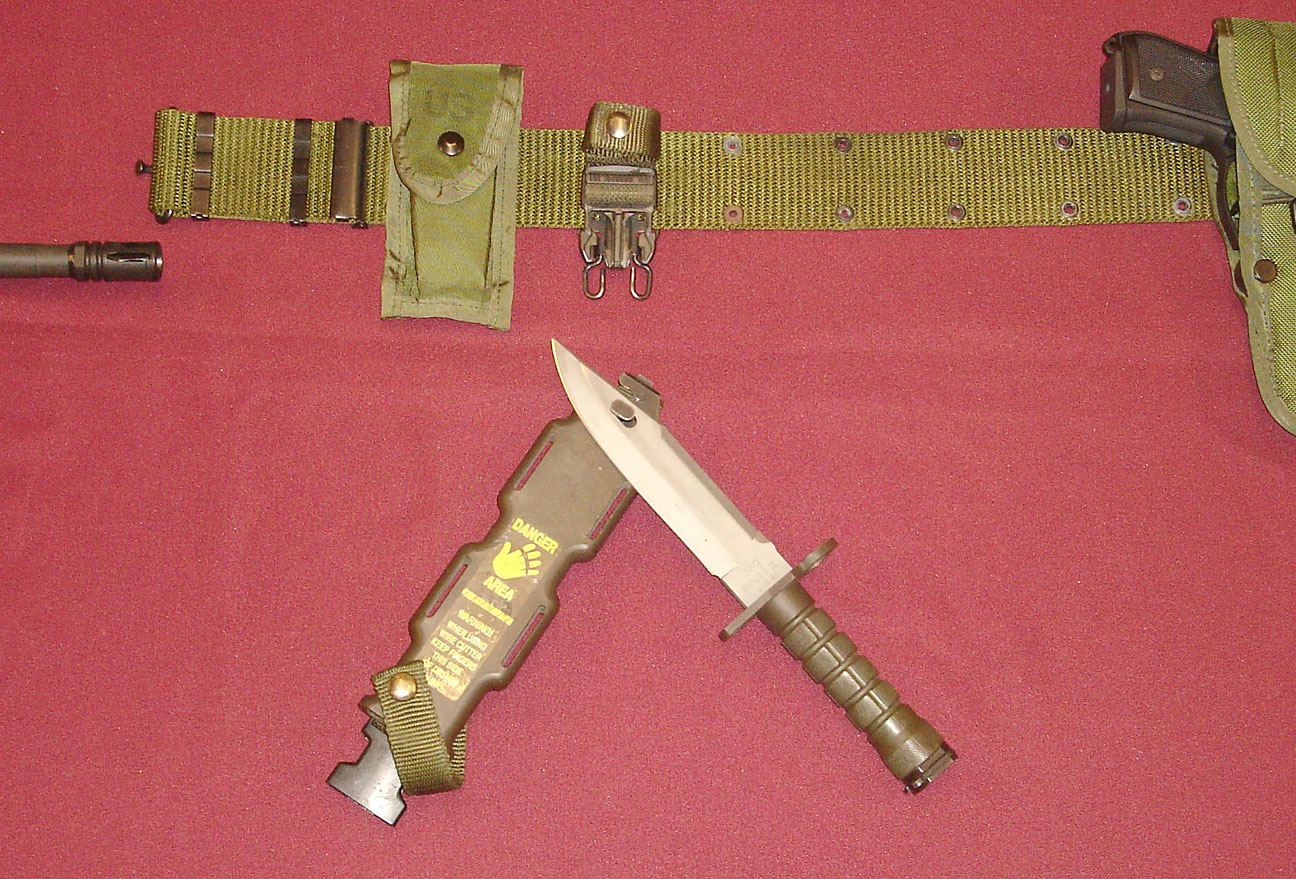
M9刺刀與其刀鞘結合後可剪切金屬線。